# Сказка про влюблённого маляра
«Сказка про влюблённого маляра» — советский полнометражный цветной широкоформатный художественный фильм-сказка, поставленный на киностудии «Ленфильм» в 1987 году режиссёром Надеждой Кошеверовой. Последний фильм этого режиссёра.

## Сюжет
Однажды молодой и весёлый маляр Макар был приглашён во дворец королевы Дризофилы II. Приступив к работе и увидев красавицу, примерявшую корону, Макар влюбился, но был выгнан из дворца. Пройдя через всевозможные испытания и героические подвиги, бывший маляр пришёл во дворец свататься к Дризофиле, но увидел перед собой капризную уродину — и понял, что был очарован служанкой Катюшей.

## В фильме снимались

### В главных ролях
- Николай Стоцкий — маляр Макар
- Нина Ургант — слепая королева
- Ольга Волкова — Её Величество Дризофила II
- Валерий Ивченко — Кощей
- Екатерина Голубева — Катюша, служанка, возлюбленная Макара
- Дмитрий Иосифов — седой заколдованный принц, сын слепой королевы
- Александр Граве — леший

### В ролях
- Георгий Штиль — водяной
- Мария Барабанова — Баба Ягишна
- Игорь Дмитриев — придворный лекарь
- Анатолий Сливников — богатырь Балдак
- Сергей Филиппов — главный мудрец
- Георгий Тейх — казначей
- Борис Аракелов — начальник стражи у Дризофилы II

## Съёмочная группа
- Авторы сценария — Михаил Вольпин, Валерий Фрид
- Режиссёр-постановщик — Надежда Кошеверова
- Главный оператор — Эдуард Розовский
- Художник-постановщик — Игорь Вускович
- Композитор — Моисей Вайнберг
- Балетмейстер — Святослав Кузнецов
- Текст песен Михаила Вольпина